# 道の駅ぽかぽかランド美麻
道の駅ぽかぽかランド美麻（みちのえき ぽかぽかランドみあさ）は、長野県大町市にある長野県道31号長野大町線の道の駅である。

## 施設

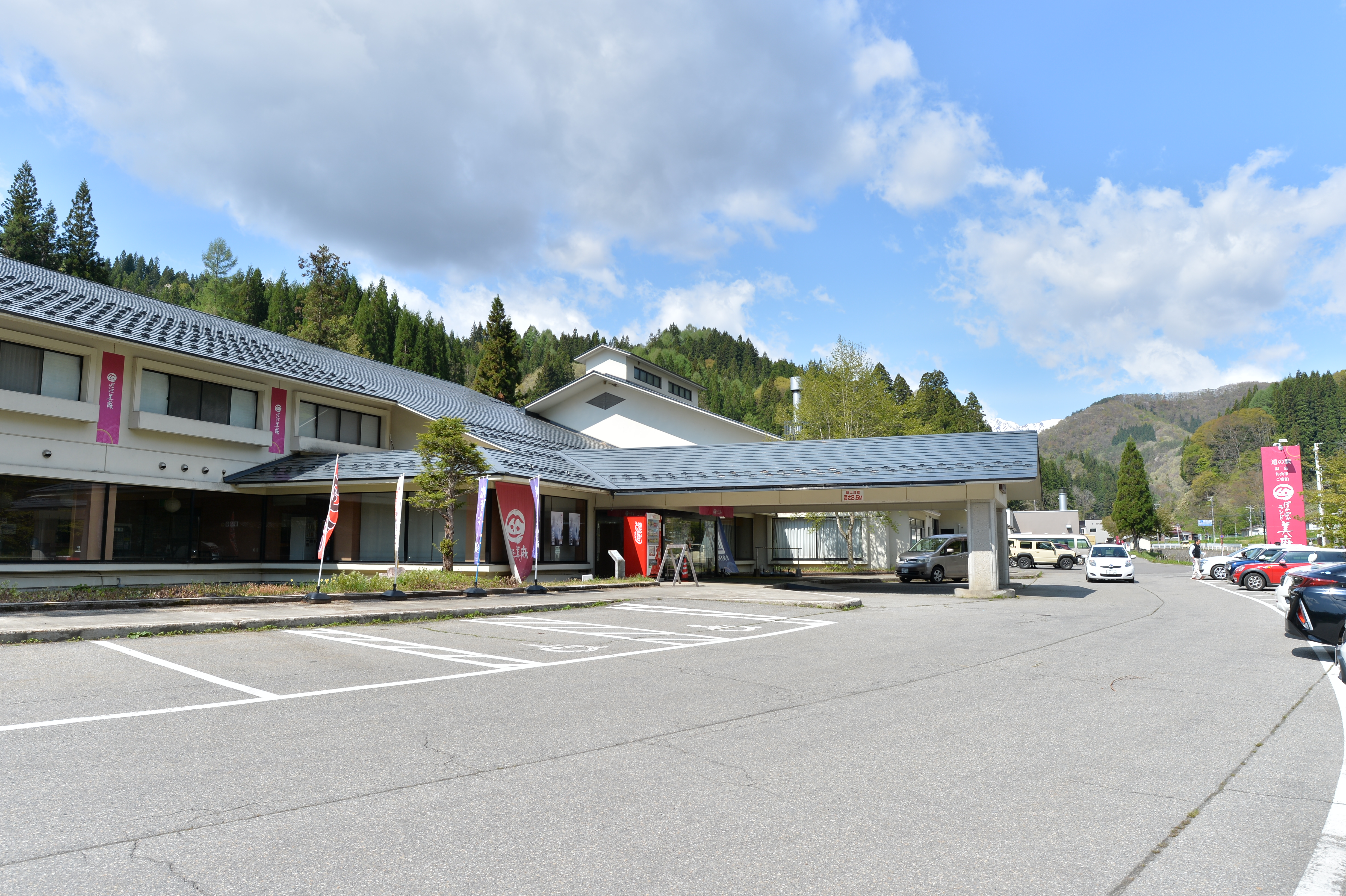
施設外観

- 駐車場
  - 普通車：84台
  - 大型車：8台
  - 身障者用：2台
- トイレ
  - 男：23器
  - 女：12器
  - 身障者用：1器
- 公衆電話
- 温泉施設「ぽかぽかランド美麻」
- 公園

## 休館日
- 第4水曜日（祝日の場合、翌日） ※温泉施設は除く

## アクセス
- 長野県道31号長野大町線 - 登録路線
  - 長野県道33号白馬美麻線
  - 長野県道324号青具簗場停車場線
  - 長野県道497号美麻八坂線

### 公共交通機関
施設の前に「美麻ぽかぽかランド」（大町市民バスは「ぽかぽかランド」）バス停がある。
- 長野駅より特急バス長野大町線または長野白馬線で約46分。
- 信濃大町駅より特急バス長野大町線で約24分。または 大町市民バス美麻コース川手線で約40分・境の宮線で約20分。
- 白馬駅より特急バス長野白馬線で約24分。

## 周辺
- 土尻川
- 旧中村家住宅（国の重要文化財）